# Mercedes-Benz W 130
La Mercedes-Benz W 130, connue sous le nom de Mercedes-Benz Type 150 V, est apparue en parallèle de la Type 150 en 1934, elle avait le même moteur que le modèle sœur mais installé à l'avant.
Le petit roadster sportif de conception conventionnelle était équipé du moteur quatre cylindres en ligne à soupapes en tête et de 1 498 cm³ de la Type 150, qui délivrait une puissance de 55 ch (40 kW). Les roues arrière étaient entraînées via une boîte de vitesses à quatre vitesses avec un levier de vitesses non synchronisée. Il y avait des freins à tambour à commande hydraulique sur les quatre roues. L'essieu arrière a été conçu comme un essieu oscillant avec des ressorts hélicoïdaux. Comme sa sœur à moteur arrière, le roadster atteint une vitesse de pointe de 125 km/h.
En plus de quelques exemplaires de pré-série en 1934, qui ont été utilisés par l'usine pour diverses compétitions routières et tout-terrain, un certain nombre d'exemplaires avec une carrosserie d'utilitaire léger militaire ont ensuite été produits pour la Wehrmacht. Cependant, ils n'étaient pas intéressés par un plus grand nombre de ces véhicules, de sorte qu'en 1936, l'idée d'une production en série fut finalement abandonnée.

## Production W 130 / W 130 II
| Année                   | 1934 | 1935 | total |
| ----------------------- | ---- | ---- | ----- |
| W 130 (Moteur arrière)  | 6    | 0    | 6     |
| W 130 II (Moteur avant) | 7    | 4    | 11    |